# Mathieu Criquielion
Mathieu Criquielion (né le 27 avril 1981 à Ath) est un coureur cycliste belge. Il met fin à sa carrière à l'issue de la saison 2009. Son père Claude était également un coureur cycliste.

## Palmarès
- 1997
  - 2e du championnat du Hainaut sur route débutants
- 1999
  - 3e du championnat du Hainaut du contre-la-montre juniors
- 2004
  - 1re étape du Tour du Brabant wallon
- 2006
  - Grand Prix Paul Borremans
- 2009
  - 3e du championnat du Hainaut sur route

## Classements mondiaux
| Année           | 2008   |
| --------------- | ------ |
| UCI Europe Tour | 1 139e |